# Wilhelm Fuhse
Wilhelm Fuhse (* 28. November 1871 in Lutter am Barenberge; † nach 1937) war ein deutscher Reichsgerichtsrat.

## Leben
Der Sohn eines evangelischen Eisenbahninspektors legte die juristischen Staatsprüfungen 1894 und 1897 mit „gut“ ab. 1899 wurde er Auditeur am Gouvernementsgericht Thorn. 1900 wurde er zum Kriegsgerichtsrat in Thorn befördert. 1905 wurde er an das Gericht der 20. Division in Hannover versetzt. Am Ersten Weltkrieg nahm er zuletzt als Major der Reserve teil. Am Neujahrstag 1917 kam er als Geheimer Kriegsrat und Vortragender Rat in das Preußische Kriegsministerium. 1921 wurde er zum Ministerialrat befördert und in das Reichswehrministerium berufen. Im April 1934 kam er an das Reichsgericht. Er war im  IV. Strafsenat tätig. In den Ruhestand trat er 1937.

## Werke
- Militärstrafgesetzbuch – mit Erläuterungen auf Grund der Entscheidungen des früheren Reichsmilitärgerichts und der neuesten des Reichsgerichts in Strafsachen, 2 Auflagen, Berlin 1923 und 1926.

## Quelle
- Friedrich Karl Kaul, Geschichte des Reichsgerichts, Band IV (1933–1945), Ost-Berlin 1971, S. 268.

| Personendaten    | Personendaten               |
| ---------------- | --------------------------- |
| NAME             | Fuhse, Wilhelm              |
| KURZBESCHREIBUNG | deutscher Reichsgerichtsrat |
| GEBURTSDATUM     | 28. November 1871           |
| GEBURTSORT       | Lutter am Barenberge        |
| STERBEDATUM      | nach 1937                   |